# Meliola aequatoriensis
Meliola aequatoriensis är en svampart som beskrevs av Petr. 1948. Meliola aequatoriensis ingår i släktet Meliola och familjen Meliolaceae.   Inga underarter finns listade i Catalogue of Life.